# Polysarca gussakovskiji
Polysarca gussakovskiji là một loài ruồi trong họ Asilidae. Polysarca gussakovskiji được Paramonov miêu tả năm 1937. Loài này phân bố ở vùng Cổ Bắc giới.